# جاترا (مسرح)
جاترا (بالبنغالية: যাত্রা)‏ وتعني الرحلة أو الموكب في سان كاترين ليه أراس وهي عبارة عن مسرح شعبي شائع في المسرح البنغالي وانتشرت في معظم المناطق البنغالية في شبه القارة الهندية.وتتضمن بنغلاديش والولايات الهندية في غرب ولاية البنغال، بيهار، آسام، أوريسا، وتريبورا، اعتبارا من 2005.كان هنالك 55 قبيلة اعتمدت على منطقة جاترا القديمة في كلكتا طريق تشيبتور وكلها معا.تم صناعة جيترا ب21$ تؤدي إلى 400 مسرح تقريبا في غرب بنغلاديش وحدها.في عام 2001 فوق 300 موظف شركة فوق 20ّ،000 من الناس أكثر من صناعة افلام محلية ومسارح الخاصة.

## أصل الكلمة
كلمة (جاترا) تعني رحلة أو الذهاب.ويعود اصل الكلمة متدرجا لحركة سرية تشايتنا بهاكتى حيث لعبت تشايتنا نفسه روموكوميني اداء روكوميني هارين (اختطاف روكوميني الساحرة) ماخوذة من قصة كريشنا ويعود أول عرض واضح لهذا المشهد المسرحي إلى المشهد الاخير الذي عرض خلال الليل عام 1507 قبل الميلاد والذي وصفت في شيتانيا بهاجافاتا وسيرة شيتانيا من قبل التلميذ فرانيقيا داسا تاكورا.هؤلاء ادلة على وجود أغاني تدعى «كريا» والتي شهرت بين قرن التاسع إلى الثاني عشر في البنغادل والتي وجدت في وقت واحد على شكل «كاريا» باداس الشعبية.مشهد جاترا رمز (ناتوكينا)من ولاية (وتاربراديش)وتامسا من ولاية ماهاراتشترا وبهافاي في ولاية غوجارات.
على الرغم من ان مكان ولادته يكمن في المشهد الديني تزخر بالعديد من بهاكتي لحركة الهندوس.في نهاية قرن التاسع عشر، حلت محلها محتوى ادبي اخلاقي؛ وفي النهاية أصبحت علمانية.عندما حصلت على دخول مسارح في المسرحية حضرية خلال عنصر النهضة البنغالي.واستمرت على هذا النموذج لفترة واسعة في الوسط الاجتماعي المتعبد بسرعة تقديم الطعام لجمهور غير متجانس.هنالك طرق تمت اضافتها لمواءمتها الفطرية وطرق التكيف مع الدينامكيات الاجتماعية المتغيرة وبالتالي البقاء ليس فقط ذات صلة وعلى قيد الحياة ولكنها مزدهرة أيضا.

## مشاهد جاترا

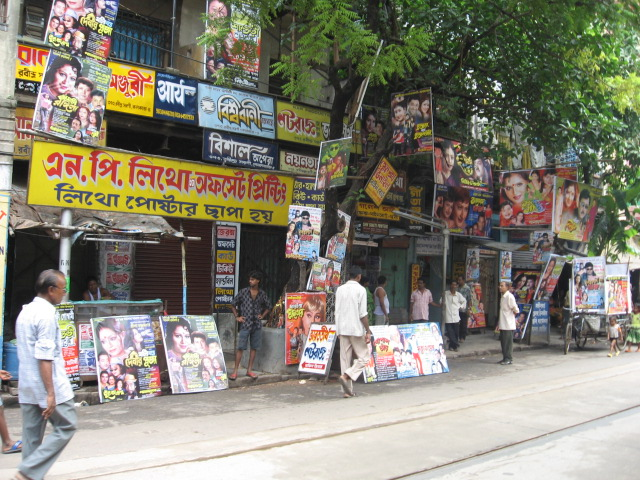
Posters of Jatra in كلكتا, a unique example of local pop art

عادة ما تكون موسيقى الجاترا عبارة عن مسرحيات ملحمية تستغرق أربع ساعات، ويسبقها حفل موسيقي غالبًا ما يستغرق ساعة واحدة، ويستخدم لجذب الجماهير، والأداء الدرامي نفسه يتخلل أحاديث مونولوجات درامية، وأغاني، وأغنيات دويتو للرقص على الألحان الشعبية، التي غالباً ما تكون بمثابة تحولات في المشهد، وفي بعض الأحيان تشير إلى نهاية الفعل. يتم تنفيذ مسرحيات جاترا عادة على مراحل مفتوحة من جميع الجوانب في ساحات في الهواء الطلق. كان المسرح في الغالب به أثاث أو دعائم قليلة أو معدومة، وكان ينظر إليه على أنه مكان محايد، وحرية في أن يعطى معنى يليق بالمشهد، واستمرت هذه التقنية حتى عندما بدأت الجاترا في الحصول على عروض المسرح.
وجاءت مجموعات الدعائم والإضاءة في وقت لاحق، عندما بدأت تتفاعل مع المسرح الغربي في أواخر القرن التاسع عشر، حيث بدأ الشباب المتعلمون في المناطق الحضرية بالانضمام إلى تقاليد الجاترا.
منذ القرن التاسع عشر، بدأت الممثلات في الانضمام إلى فريق التمثيل. غالبًا ما انضم الممثلون إلى الفرق في سن مبكرة، وشقوا طريقهم في التسلسل الهرمي للأدوار، وسعوا إلى التمثيل الموهوب وحكموا على براعتهم الصوتية، لأن هذا يحدد قدرتهم على جذب جمهور كبير من خلال توصيل الحوار المتواصل والحوارات المرتجلة. النسخة الحديثة من جاترا، تتميز بالموسيقى الصاخبة، والإضاءة القاسية والدعائم الدرامية التي تلعب في المراحل العملاقة في الهواء الطلق، ويتم تعيين الممثلين الموسميين بموجب عقود مكتوبة.
الإصدار الحديث لجاترا، له خصائص موسيقية عالية تتمثل في إضاءة قاتمة ودعائم درامية لعبت في المراحل الكبيرة في الهواء الطلق ويتم تعين الممثلين لموسم بموجب عقود مكتوبة في بعض الوقت حيث انها بينت سلبيات حول المسرح ويستخدم تاثيرات درامية كما في المسرحيات كابوكي.غالبا ما تكون جاترا درامية مع انماط متغيرة مؤثرة للغاية ويتم استخدام ايماءات وخطابات مبالغ فيها.العنصر الاساسي لبدء مسرح جاترا هو موسيقى، كثيرا من الاهتمام لاختياره.تم إنشاء ايقاعات الشعبية وادراجها في اماكن الموسيقيين على جانبي المسرح يحملون كلا من دولك، باهاكجي، الهارموينوم، الطلبة، الفلوت، الصنج، الابواق، البهالا (الكمان)الكلارنيت، كلها تستخدم لزيادة التاثير الدراجي الشامل للعروض التي هي بالفعل مؤثرة بالإضافة إلى ان معظم الغناء يقوم بها الممثلون انفسهم.العديد من الاغاني تعتمد على تسلسل كلاسيكية.الشخصيات العامة الفريدة من نوعها للجاترا جزءا من معظم اداء جاترا حتى اليوم هو عنصر الرؤية (عرض الصور)يطلق عليه بيبك أو فيفك (الضمير) وتؤدى وظيفة الادب الاخلاقي.ويعلق على احداث الممثلين ونتائجهم.في بعض الوقت يشرح مشاعر الشخصيات المختلفة وغالبا ما تتجه إلى مشهد غير معلن ويقدم وجهة نظر بديلة أو فلسفية.ويتم ذلك من خلال الغناء وهو امر يقوم به الجوقة في ماساة يونانية: مثل الضمير.وتدعى «نياتى»(مصير)غالبا ما تقوم بها امراة، بينما تعلق على المشهد، وتنبأ أو تحذر الممثلين من الاخطار الوشيكية.ميزة أخرى مميزة في جاترا هي ان المسرحيات تبدا في الذروة.وهو جهاز يستخدم لاغراء انتباه الجمهور.يبدا موسم جاترا في الخريف حوالي شهر سبتمبر.حول دورغا بوجا بداية موسم حصاد عندما تتوجه فرقة السفر إلى مناطق الريفية الداخلية وتنتقص قبل بداية موسم الرياح الموسمية.وبداية موسم الزراعة حوالي شهر يونيو.عروض جاترا شائعة بعد الاحتفالات والوظائف الدينية والاحتفالات في المنازل التقليدية والمعارض في جميع انحاء المنطقة حيث يتم دعوة هذه الفرق مسبقا.

## التاريخ

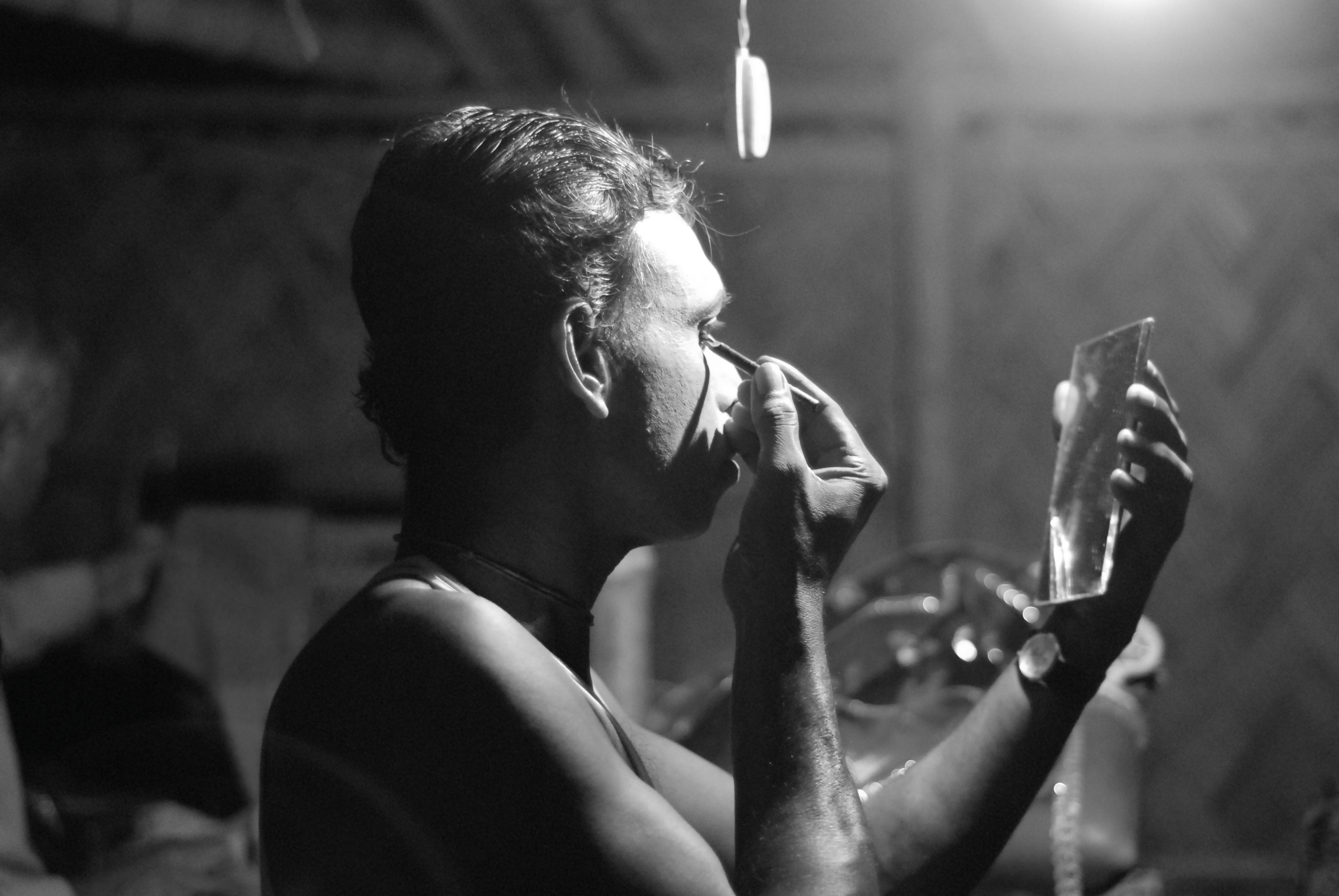
جاترا الممثل يستعد قبل الأداء

يمكن إرجاع الاصول الحديثة لجاترا زمن 7000 إلى حركة بهاكتي خاصة في كرهشتزم، في القرن السادس عشر مدفوعة بظهور صوفيا (اتشانيا، مهاربيا).تطورت كريشنا، جاترا من خلال الغناء والرقص التعبدي لاتباع حركة كريشنا بهاكتى المستوحاة من رسليله وللشعر الدرامي قبل غينا غوفيندا الذي كتبه جياديف في القرن الثاني عشر وسربكريشنا على يد تشاندياس في القرن الخامس عشر.كما ذكر المؤرخون وجود (Nata gita)وهي دراما القالكورية الاوبرالية في البنغال في القرون الوسطى، مليئة بالحوار الغناء، الرقص، والموسيقى بلا والتي تحدث نموذجا مبكرا لكرتشينا جاترا.
(في هذا العصر لم تكن هنالك بيوت مسرحية أو مراحل ثابتة في البنغال تتطورت جاترا تعبيرها في (جيتارا)الفعلي أو المواكب الدينية (ياترا)من المصلين التي انتقلت من مكان إلى اخر الغناء والرقص على انغام (كرتيان)أو الاغاني الدينية، غالبا ما كانوا ما ينسون مشاهد من الميثولوجيا.في وقت لاحق وجدت هذا فرق على لوحات متحركة والتي أصبحت جزءا من المواكب التي نظمت في مناسبات خاصة مثل راث ياترا.
وبدات هذه المسرحيات الصغيرة بالتدريج في نهاية المواكب وفي الساحات المفتوحة تعرف باسم آسار بالبنغالية ويحيط بها اناس من جميع الجهات.بمرور الوقت أصبحت هذه المراحل في الهواء الطلق الدعامة الاساسية لهذه المسرحيات على الرغم من اسم تمسك مع هذا النوع ومع تطورها، استوعبت كل التقاليد الشعبية السائدة للموسيقى والرقص والغناء سواء اكانت جهومور أو غاميرا أو جاجانجات أو بانشالي في طياتها لانشاء قالب جديد للمسرح الشعبي في القرون القادمة.
هنالك مسرحيات تستند إلى حياة سري كريشنا بعد تاسيس كتب مثل «رامنداينا راي» وحصل العديد من المحسوبية الملكية مثل: ملك بورى، براثيفيتن مما ساعد على تطوير هذا الشكل بشكل أكبر.وتتطور ذلك تدريجيا إلى عرض مسرحيات اسطورية تقليدية مع قصص راما (رام جاترا (وسيتنا وكريشتينا) وشيف (شيف جاترا)ماخوذة من الكليات، ماها بهارات، بوراناس، العديد من المواهب التاريخية، واغاني شعبية.وسرعان ما يتم تبني النموذج من قبل محبين من طقوس الباكهتى الأخرى.مثل،: انصار الساندى مانجال وهي قصيدة سردية من موكوندا شاكرافارتي لبدء تشاندى جاترا اسطورة البهوك التي افضت إلى بهاسان جاترا في حين اخذت اسطورة ماناسا القبعات على شكل باشارا ياترا.
انتقلت حركة جاترا تدريجيا إلى المناطق الحضرية وحين جلت الأعمال الادبية إلى الجماهير الريفية التي كانت في الغالب امية في ذلك الوقت وهذا يعني الحبكة والقصة والرواية لا تزال بسيطة وغالبا ما كانت تعليمة.
تطور الاحداث في قرن (التاسع عشر) وخرجت من صيغة كريشنا جاترا الموسيقية حيث تم تقديم الرقصات التي أصبحت اساسية في السنوات القادمة وسرعان ما تحولت الحوارات النثرية وخطاب الشعر الحر إلى هذا الشكل التقليدي للمسرح حيث ترتفع إلى (Natun jarta)أو الجاترا الجديدة.كان هناك اتجاه جديد في جاترا خلال هذه الفترة وهو تقديم موضوعات علمانية في ما كان تقليديا في المسرح الديني.

في أوائل القرن العشرين، بداية لحركة الاستقلال الهندية، التي شهدت بالفعل الفني لجاترا، وذروة شعبية في القرن الماضي تطورت الآن مرة أخرى، مع تيار الوسط الهندي، استغرق الامر موضاعات سياسية واصبح وسيلة للهجاء السياسي والاحتجاج، وسميت سواتسي جاترا .لقد بدات تعكس تيار متزايد في الوعي الاجتماعي والسياسي وتطور مواضيع اجتماعية بعيدة المدى من حركة مهاتما غاندي المناهضة للنبيذ إلى حركة للاعنف في العقود القادمة .العديد من الجاترا كان ضد الايدولوجيات الاستعمارية والظلم وتغني الوطنيين، ثم خطرها حتى من قبل البريطانيين .
كان هذا هو الوقت عندما بدات الشيوعية تاخد جذورها في البنغال .وراى الجاترا بشكل متزايد دراماتيكية وتطوير الايدولوجيات الشرعية والفكر.
خلال الحرب العالمية الثانية، استخدم الاتحاد مسرح الشعب الهندي (IpTA)جاترا، لحشد الدعم للحزب الشيوعي بين الحلفاء، حتى بعد الحرب عندما غزت ألمانيا روسيا .حتى بعد الحرب، واصل المدراء المشهورين قبل (utpal dutl) واستخدم في عنصر جاترا في المسرح الحضاري ل (IPTA)كما فعل سومبو موهرا مع شركته .[Bohurupee]عندما تغير شكل الفن إلى منطقة تريبورا مع فناني الاداء .اظهرت الدراما كوكبورك، بين سكان كوكبوك الناطقين في المنطقة.
وفي ظهور المسرح الغربي في البنغال.ظهرت مواضيع الاحتجاج السياسي والراديكالية الاجتماعية، واخيرا سقطت في حقبة بعد الحرب وخاصة بعد دخول الإذاعة والتلفزيون وظهرت صناعة المسرح الدامنه على الرغم من استمرارها لتوجد في المناطق الريفية .
```
تقليديا بقيت جاترا حيا في المسرح الموسيقي، وتم تسجيل بعض اغاني الجاترا الشعبية واصبحت اغنيات البنغالية شائعة كقاعدة جمهورية متزايدة باستمرار أيضا .كما وجدت مخطوطات من الجاترا القديمة طريقها إلى كتب، وبدات الصحف في حجز مساحة للمناقشة في جاترا واصبحت قاعدة الجمهور أكثر اتساعا من أي وقت مضى، كما وجدت مخطوطات الجيتارات القديمة طريقهم إلى كتب، وبدات الصحف حجز مساحة للمناقشة .
```

بدات هذه النهضة التي شوهدت في القرون الاخيرة في اوائل السيتينات حيث قامت مجموعات مسرحية مختلفة بتجربة شكل جاترا، وبدات تجذب رواد المسرح الجادين إلى جانب الاعتراف الرسمي .في عام 1961، شهد مهرجان جاترا الأول الذي تم تنظيمه في كولكاتا .وفي كل عام منذ ذلك حين أصبحت فانبوسان بيدناينود أول فنان جاترا يحصل على جائزة سانجيت ناتاك اكاديمي في عام 1968.
في السابق كانت معظم الشركات جاترا مملوكة من قبل المطربين واليوم معظمها مملوكة للاعمال التجارية وأكثر عرضة للتسويق سواء في المحتوى وكذلك في العرض التقديمي .حتى اليوم لا يزال اسلوب العرض مستوحى من دور السينما في المناطق ويتم عرضه في التلفاز عدة مرات تنعكس في المحتوى المتزايد.ومع ذلك لا يزال الموع الجاترا في اطار مسرحها الموسيقي على درجة عالية من التكيف والتطور السريع .اليوم تتنقي العديد من الاحداث المعاصرة مثل التفجيرات لندن أو هجمات استمبر أو حرب في العراق وتسليط الضوء على قضايا المحلية .وعلاوة على ذلك .فغالبنا ما تم طرح المنتجات في غضون شهر، وهي مميزة واضحة على المسرح والسينما ولا تزال جاترا موضعية بالاعتماد على الصور الحالية للجمهور، كما هو الحال عندما أصبحت بدلوهنات سيء السمعة في الثمانينات.وقد حظيت المسرحية التي تحمل الاسم نفسه بشعبية هائلة ناهيك عن الإيرادات الكبيرة .